# Lifestyles of the Sick & Dangerous
Lifestyles of the Sick & Dangerous — четвертий альбом фінського рок-гурту Blind Channel, представлений 8 липня 2022 року. Вперше над створенням цього альбому група почала працювати уже в 2020 році, коли їх попередній реліз Violent Pop, випущений в березні того ж року, не отримав належного відгуку від публіки через пандемію коронавірусу в світі. Blind Channel не змогли продовжити тур в підтримку цього альбому. Влітку 2020, втративши через пандемію власне місце для репетицій та запису, але не змирившись з ситуацією, Blind Channel створили пісню Dark Side в підвальному бомбосховищі школи Пуолівелінкангас. Восени того ж року група подала заявку на фінський відбірковий конкурс UMK, переможець якого отримав можливість представляти Фінляндію на Євробаченні-2021. Blind Channel об'явили, що виступлять на конкурсі з новою піснею Dark Side 21 січня цього ж року. Пісня за першу ж добу вирвалась в лідери, отримавши більше всього схвалення як від слухачів Фінляндії, так і за її межами, за що Blind Channel назвали «темною конячкою» серед інших конкурсантів. 20 лютого відбувся фінал конкурсу UMK, на якому Фінляндія обрала свого представника на «Євробачення» в цьому році. Blind Channel одержали перемогу, набравши 551 балів. На початку березня сингл Dark Side отримав золотий статус. Два місяці потому, 2 травня, сингл також став тричі платиновим на території Фінляндії. За результатами свого виступу в півфіналі Євробачення, Blind Channel пройшли у фінал, де зайняли шосте місце. Після цього Blind Channel повернулись в студію й продовжили роботу над новим альбомом разом з Йоонасом Паркконеном.
В липні стало відомо про зйомки відеокліпу для нового сингла, а уже на початку серпня гурт повідомив, що пісня отримала назву Balboa в честь кіногероя Роккі Бальбоа, роль якого була виконана в низці кінострічок Сильвестром Сталлоне. Офіційний реліз сингла відбувся 13 серпня і в той же день був супроводжений відеокліпом, зйомки якого проходили в Таллінні.
На початку листопада 2021 року Blind Channel почали просування нового сингла, опублікували на своєму каналі тизер під назвою National Heroes. Цьому тизеру передувала цілковита «тиша» групи в соціальних мережах, яка звісно надзвичайно підігріла інтерес фанатів до нової пісні. Пізніше стало відомо, що тизер описує тематику майбутнього релізу. Сам сингл, названий We Are No Saints вийшов 12 листопада. В своєму інтерв'ю Blind Channel заявили, що после успішної участі в Євробаченні багато хто намагався зробити їх тими, ким вони насправді не були: зразками для наслідування, національними героями. Вони ж, в свою чергу, прагнули зберегти можливість як творчої, так і особистісної свободи й виразити свою позицію з цього приводу. В той же день було випущено музичне відео на цю пісню, зйомки якого проходили влітку того ж року в Фінляндії за участі фінської знімальної команди.

## Сингли
Першим синглом, випущеним з альбому, стала пісня Dark Side, реліз якої відбувся 21 січня 2021 року в рамках прем'єр пісень учасників фінського відбіркового конкурсу UMK. Blind Channel створили цю пісню, вклавши в неї свої переживання з приводу пандемії й приреченості, що торкнулись світу, при цьому в планах групи було бажання підкреслити саме безкомпромісне протистояння труднощам, з якими зіткнувся світ. В цілому сингл отримав позитивні відгуки критиків, а саму пісню порівнювали з роботами гуртів Linkin Park, Limp Bizkit, Bring Me The Horizon та Son of Dork. За підсумками 2021 року, які підводила фінська державна телерадіокомпанія Yle, Dark Side стала найбільш прослуховуваною піснею на фінському радіо за цей рік, а Blind Channel — найпопулярнішим фінським бендом на даний момент.
В якості другого сингла була випущена пісня Balboa, реліз якої відбувся 13 серпня 2021 року. За словами учасників групи пісня чудово описує кар'єрний шлях, як Blind Channel, так і Сильвестра Сталлоне, під враженням від незламності та прагнень якого вона була написана. Не дивлячись на те, що всі вони зіштовхнулись за всі роки з величезними проблемами, жоден з них не здавався й завжди вперто підіймався раз за разом. Наполегливість Сталлоне була винагороджена уже в 1976 році, коли відбулась світова прем'єра першого фільму про Роккі, що дуже сильно надихнуло учасників Blind Channel.
Третім синглом, реліз якого відбувся 12 листопада 2021 року, став We Are No Saints. Після релізу учасники гурту повідомили, що текст цієї пісні з'явився через події, з якими вони зіткнулись після участі на Євробаченні, яке допомогло значно збільшити їх популярність на батьківщині. З їх слів, фінські ЗМІ почали називати їх «національними героями», а батьки деяких фанатів — скаржитись на те, що учасники групи поводяться неналежним чином та дозволяють собі нецензурно висловлюватися й пити алкоголь під час появи на телебаченні та концертах. Цей сингл став свого роду протестом гурту проти навішаного на них ярлика «святих».

## Список композицій
| #   | Назва                    | Тривалість |
| --- | ------------------------ | ---------- |
| 1.  | «Opinions»               | 3:08       |
| 2.  | «Dark Side»              | 2:58       |
| 3.  | «Don’t Fix Me»           | 2:53       |
| 4.  | «Bad Idea»               | 3:13       |
| 5.  | «Alive Or Only Burning»  | 3:09       |
| 6.  | «Balboa»                 | 3:12       |
| 7.  | «National Heroes»        | 1:32       |
| 8.  | «We Are No Saints»       | 3:11       |
| 9.  | «Autopsy»                | 3:02       |
| 10. | «Glory For The Greedy»   | 3:29       |
| 11. | «Thank You For The Pain» | 5:35       |

## Учасники запису
- Ніко Моіланен — вокал, реп
- Йоель Хокка — вокал
- Йоонас Порко — гітара, бек-вокал
- Оллі Матела — бас-гітара
- Томмі Лаллі — ударні
- Алекси Каунісвесі — семпли, перкусія